# Eliyahu Berligne
Eliyahu Berligne (en hebreo: אליהו ברלין‎), (nacido en 1866 - fallecido el 25 de febrero de 1959) fue uno de los fundadores de Tel Aviv, miembro importante del Yishuv en el Mandato de Palestina y signatario de la Declaración de Independencia de Israel.

## Biografía
Nacido en lo que hoy es Bielorrusia en 1866, Berligne fue activista en Hovevei Zion y asistió al Primer Congreso Sionista en 1897. Opositor del Programa para la Uganda Británica, visitó la Eretz Israel bajo dominio otomano en 1905 y emigró dos años más tarde, estableciéndose en Yafo. Después de llegar, fundó una fábrica de aceite de oliva y jabón en el área de Haifa y Gush Dan, con el principio del trabajo hebreo .
Berlinge, fundador del Partido Progresista, se unió más tarde a los Sionistas Generales y fue miembro del Consejo Nacional Judío. Se desempeñó como tesorero del consejo entre 1920 y 1948, así como gerente de Banco Hapoalim.
En 1948 estuvo entre las 37 personas que firmaron la Declaración de Independencia de Israel, aunque no pudo asistir a la ceremonia de declaración debido a una enfermedad.